# 1910年の相撲
1910年の相撲（1910ねんのすもう）は、1910年の相撲関係のできごとについて述べる。
1909年-1910年-1911年

## できごと
- 大阪相撲の大木戸森右エ門の横綱推挙を巡り大坂相撲協会と吉田司家とが対立、1月5日に大阪方は独断で大木戸に免許を出したため吉田家は大阪方に波紋を言い渡した。13日、東京相撲協会は吉田司家に与して大阪方に絶縁を声明し、東京、大阪の両協会が不和状態となった[1]。
- 2月20日、第1回関西学生相撲大会開催[2]。
- 3月3日、京都相撲が日英博覧会余興のため渡英。興行成績が良かったため欧州大陸遠征に乗り出したが、やがて困窮して一行は離散。一部は南米で諸行に従事する始末で、衰微の兆しを見せていた京都相撲協会は事実上の倒産となった[1]。

## 天覧相撲
- 6月24日 - 昌徳宮にて隆熙帝が天覧[3]。

## 台覧相撲
- 1月9日 - 国技館にて皇太子嘉仁親王（後の大正天皇）が台覧[4]。
- 6月6日 - 国技館にて迪宮裕仁親王（後の昭和天皇）、淳宮雍仁親王、光宮宣仁親王が6月場所4日目を台覧[3]。

## 本場所など
- 1月場所（東京相撲）[5]
  - 興行場所:両国国技館
  - 1月7日より10日間興行
  - 69対58で東方勝利。旗手は両国梶之助。個人優勝は常陸山谷右エ門。
- 1月場所（大阪相撲）[6]
  - 興行場所:難波新川土橋西詰
  - 晴天10日間興行
- 6月場所（大阪相撲）[3]
  - 興行場所:難波新川土橋西詰
  - 6月1日より晴天10日間興行
- 6月場所（東京相撲）[7]
  - 興行場所:両国国技館
  - 6月3日より10日間興行
  - 73対68で東方勝利。旗手は朝汐太郎。個人優勝は太刀山峰右エ門。

## 誕生
- 1月10日 - 國光鉄太郎（最高位：十両2枚目、所属：楯山部屋→伊勢ヶ濱部屋、+ 1985年【昭和60年】）
- 2月2日 - 谷ノ音谷五郎（最高位：十両6枚目、所属：時津風部屋→陣幕部屋→粂川部屋、+ 没年不明）
- 3月5日 - 布引國太郎（最高位：十両3枚目、所属：粂川部屋→双葉山道場、+ 没年不明）
- 3月25日 - 龍王山光（最高位：前頭2枚目、所属：出羽海部屋、+ 1948年【昭和23年】）[8]
- 5月28日 - 沖ツ海福雄（最高位：関脇、所属：若藤部屋、+ 1933年【昭和8年】）[9]
- 7月6日 - 倭岩英太郎（最高位：前頭13枚目、所属：出羽海部屋、+ 1982年【昭和57年】）[10]
- 10月25日 - 八幡錦秀尾（最高位：十両6枚目、所属：若藤部屋→粂川部屋、+ 没年不明）
- 12月23日 - 大平山圭四郎（最高位：十両4枚目、所属：春日野部屋、+ 1981年【昭和56年】）

## 死去
- 1月10日 - 横車利三郎（最高位：前頭5枚目、所属：武蔵川部屋、* 1869年【明治2年】）
- 1月13日 - 黒雲雷五郎（最高位：前頭6枚目、所属：境川部屋→武隈部屋、* 1852年【嘉永5年】）
- 6月28日 - 9代式守伊之助（立行司（現役没）、* 1854年【安政元年】）[11]
- 10月4日 - 嵐山捨吉（最高位：小結、所属：藤島部屋→伊勢ノ海部屋→千賀ノ浦部屋、* 1859年【安政6年】）
- 11月21日 - 2代劔山谷右エ門（最高位：大関、所属：梅ヶ谷部屋→雷部屋、年寄：武蔵川、* 1852年【嘉永5年】）